# Mason Parris
Mason Mark Parris (Lawrenceburg, 1º ottobre 1999) è un lottatore statunitense, specializzato nella lotta libera.

## Biografia
Ai mondiali di Belgrado 2023 è stato estromesso dal tabellone principale del torneo dei 125 kg dal georgiano Geno Petriashvili. Nei turni precedenti aveva prevalso sul kazako Yusup Batirmurzaev, sull'italiano Abraham Conyedo e sul cinese Deng Zhiwei. Ha poi vinto la finalina per il bronzo contro il lottatore indipendente Abdulla Kurbanov.

## Palmarès
| Anno | Manifestazione  | Sede     | Evento | Risultato | Note |
| ---- | --------------- | -------- | ------ | --------- | ---- |
| 2019 | Mondiali junior | Tallinn  | 125 kg | Oro       |      |
| 2023 | Mondiali        | Belgrado | 125 kg | Bronzo    |      |

## Altre competizioni internazionali
2023
- Oro nei 125 kg al Polyak Imre & Varga Janos Memorial ( Budapest)